# Ferrari 365
La 365 è una autovettura sportiva costruita dalla Ferrari dal 1966 al 1970 in diverse serie.
Era una GT con motore anteriore e trazione posteriore. La maggior parte dei modelli montava un propulsore V12 da 4,4 L, progettato da Gioachino Colombo. Introdotta al Salone dell'automobile di Ginevra e disegnata da Pininfarina, nel 1966 rimpiazzò la 330 e la 500 Superfast.

## La 365 California
La 365 California sostituì la 500 Superfast nel 1966. Fu la prima della serie delle 365, ed aveva un motore V12 da 4390 cm³ di cilindrata, basato su quello progettato da Gioachino Colombo da 4 L e montato sulla 330. Il nuovo propulsore aveva però un alesaggio di 81 mm. La 365 California usava lo stesso telaio della 500 Superfast ma aveva un rivoluzionario corpo vettura progettato da Pininfarina. Debuttò al Salone dell'automobile di Ginevra nel 1966 con solo 14 esemplari prodotti (inclusi 2 con guida a destra), prima che la produzione cessasse nel 1967
Il 28 giugno 2005 una 365 California è stata venduta per 736.000 euro.

## La 365 GTC/GTS

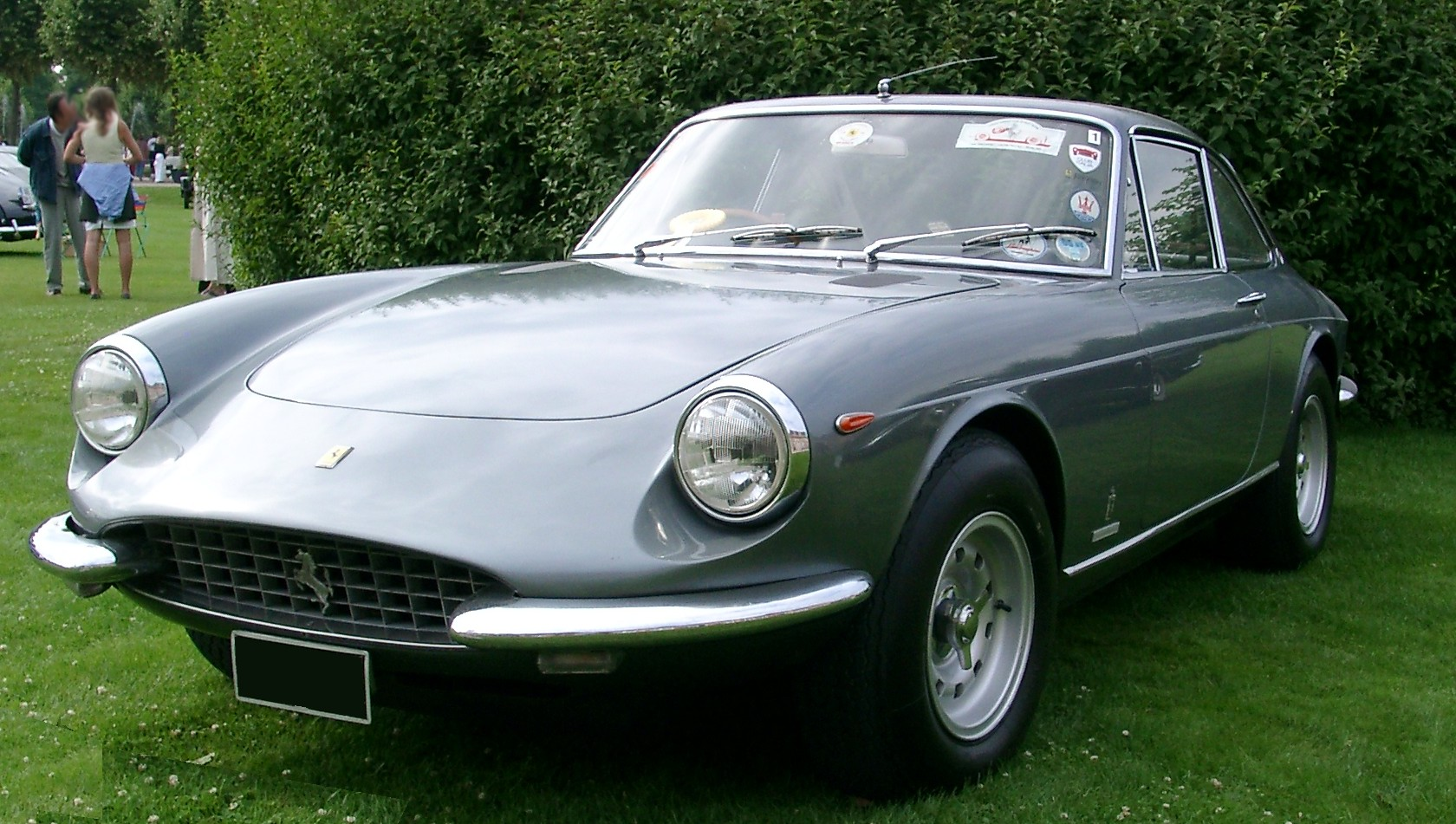
Una Ferrari 365 GTC

Sono state delle autovetture sportive prodotte dalla Ferrari dal 1968 al 1970. La prima era una coupé, mentre la seconda era l'omologa versione spider. Possedevano la stessa meccanica.
Il design della carrozzeria era molto simile a quello delle vetture che sostituirono, vale a dire le 330 GTC/GTS. La differenza principale era nella posizione delle prese d’aria, che da laterali sulla fiancata, furono spostate nella parte anteriore sotto il cofano. Un'altra piccola differenza era la mancanza della scritta che definiva il modello, che nella 330 GTC/GTS era presente sotto il marchio “Ferrari”. Furono apportate anche modifiche minori agli interni, più precisamente al cruscotto ed al quadro comandi.
Entrambe furono disegnate da Pininfarina. Il contributo del celebre carrozziere non si fermava solamente alla progettazione; assemblava anche il corpo vettura, dotato anche degli interni, nelle sue officine di Torino. Tutto poi era inviato agli stabilimenti Ferrari di Maranello per l'ultimazione della vettura con il montaggio delle parti meccaniche.
Furono commercializzate solamente per un breve lasso di tempo poiché vennero promulgate nuove leggi sull'emissione dei gas di scarico in varie nazioni, tra cui gli Stati Uniti d'America, e rendere conforme una serie così limitata di esemplari a queste norme sarebbe stato troppo costoso.
Della 365 GTC ne furono prodotti 168 esemplari, mentre della 365 GTS ne furono costruiti 20. Di entrambi i modelli ne furono assemblati sia con guida a destra che a sinistra.

## La 365 GT 2+2
Fu la 365 più popolare. Successe alla 330 GT 2+2 e fu prodotta dal 1968 al 1970. Fu sostituita dalla 365 GTC4. Come richiama il nome, era una quattro posti coupé. Come il modello che sostituì, la 365 GT 2+2 aveva sospensioni posteriori indipendenti, e l'assale rigido della 365 California.
La 365 GT 2+2 era una vettura lussuosa con sedili di pelle, servosterzo, servofreno, vetri elettrici e, come optional, l'aria condizionata. Diventò presto il modello di punta della Ferrari, con 800 esemplari prodotti, compresi 52 modelli con guida a destra.

## La 365 GTC/4

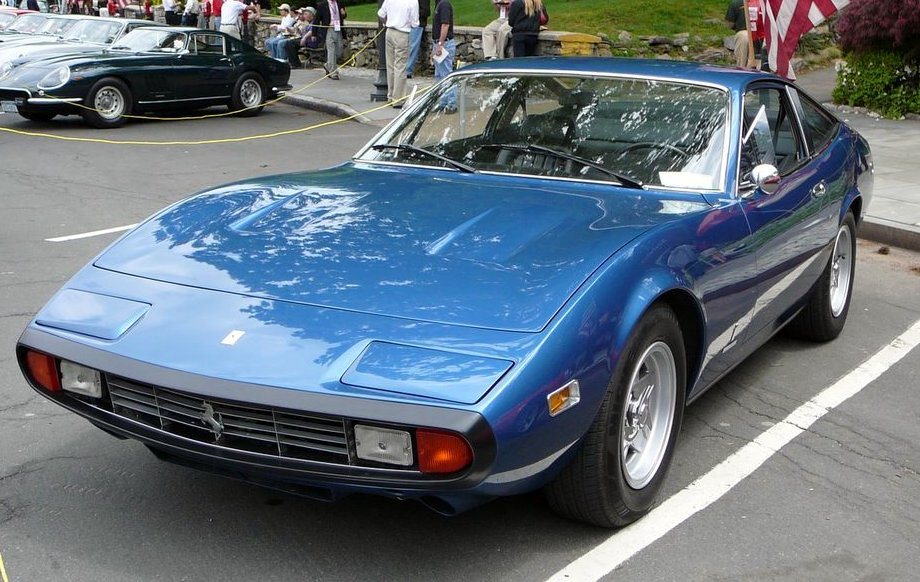
Una Ferrari 365 GTC/4

Successe alla Ferrari 330 GTC ed era una coupé a trazione posteriore.  Era essenzialmente una versione con motore rivisto della 330 GTC. Le differenze sul corpo vettura erano limitate alle prese d'aria assenti sul paraurti anteriore e presenti sul cofano.
Aveva un motore V12 da 4390 cm³, con tre carburatori a doppio corpo tipo Weber 40 DFI. Il cambio era sincronizzato a 5 rapporti.
Il passo era 2400 mm, la lunghezza di 4496 mm, la larghezza 1676 mm e l'altezza 1283 mm. Il peso era di 1451 kg e la capacità del serbatoio era di 90 L.
Aveva un sistema transaxle, cioè con il cambio in blocco con il differenziale che permetteva un perfetto bilanciamento del peso 50:50 tra l'avantreno ed il retrotreno.
La 365 GTC conservò le sospensioni anteriori indipendenti, con molle elicoidali e gli alberi trasversali, del predecessore. Questo fu un orientamento relativamente recente della Ferrari per l'epoca.
Il sistema frenante era servoassistito sulle quattro ruote con freni a disco ed un sistema oleodinamico diviso in due circuiti separati.
Furono costruiti 150 esemplari (inclusi 22 con guida a sinistra) tra il 1968 ed il 1970.

## La 365 GTS/4
Successe alla 330 GTS e fu prodotta in versione spider dal 1968 al 1970 in 20 esemplari. Fu ancora una riedizione del modello precedente a parte la revisione del motore. Questa spyder conservò le caratteristiche della precedente coupé, vale a dire la 365 GTC/4.